# Vlag van Ubach over Worms

Vlag van de gemeente Ubach over Worms
(1967-1982)

De vlag van Ubach over Worms is op 8 mei 1967 vastgesteld als de gemeentelijke vlag van de gemeente Ubach over Worms in de Nederlandse provincie Limburg. Sinds 1 januari 1982 is de vlag niet langer als gemeentevlag in gebruik omdat de gemeente Ubach over Worms toen opging in de gemeente Landgraaf. De vlag wordt in het raadsbesluit als volgt beschreven:
Rechthoekig, waarbij de hoogte zich verhoudt tot de breedte als 2 : 3, bestaande uit vier verticale banen van gelijke breedte, van stokzijde af in de kleuren: rood - geel - blauw - wit.
De kleuren zijn ontleend aan het gemeentewapen.

## Verwante afbeelding

Wapen van Ubach over Worms

Ambt Montfort 
· Amby 
· Arcen en Velden 
· Baexem 
· Beegden 
· Belfeld 
· Bemelen 
· Berg en Terblijt 
· Bocholtz 
· Born 
· Broekhuizen 
· Cadier en Keer 
· Echt 
· Eijsden 
· Elsloo 
· Eygelshoven 
· Geleen 
· Grathem 
· Grubbenvorst 
· Haelen 
· Heel 
· Heel en Panheel 
· Heer 
· Helden 
· Herten
· Heythuysen 
· Hoensbroek 
· Horn 
· Horst 
· Hulsberg 
· Hunsel 
· Kessel 
· Klimmen 
· Limbricht 
· Linne 
· Maasbracht 
· Maasbree 
· Margraten 
· Meerlo-Wanssum 
· Meijel 
· Melick en Herkenbosch 
· Montfort 
· Munstergeleen 
· Neer 
· Nieuwenhagen 
· Nieuwstadt 
· Nuth 
· Ohé en Laak 
· Onderbanken 
· Ottersum 
· Posterholt 
· Roggel 
· Roggel en Neer 
· Schaesberg 
· Schinnen 
· Sevenum 
· Sint Odiliënberg 
· Sittard 
· Stevensweert 
· Stramproy 
· Susteren 
· Swalmen 
· Tegelen 
· Thorn 
· Ubach over Worms 
· Ulestraten 
· Urmond 
· Valkenburg-Houthem 
· Vlodrop 
· Wessem 
· Wittem